# Isonychia sayi
Isonychia sayi är en dagsländeart som beskrevs av Burks 1953. Isonychia sayi ingår i släktet Isonychia och familjen Isonychiidae. Inga underarter finns listade i Catalogue of Life.